# Định lý cơ bản của giải tích

Định lý cơ bản của giải tích chỉ rõ mối quan hệ giữa 2 vấn đề trung tâm của giải tích là đạo hàm và tích phân.
Nội dung của định lý gồm hai phần:

## Phần thứ nhất
Cho f là một hàm số thực, liên tục trên một đoạn [a, b]. Hàm F xác định với mọi x thuộc [a, b] bởi công thức:
{\displaystyle F(x)=\int _{a}^{x}f(t)\,dt\,.}
Khi đó, F liên tục trên đoạn [a, b], khả vi trên khoảng mở(a, b), và
{\displaystyle F'(x)=f(x)\,} (đạo hàm theo x)
với mọi x thuộc (a, b).

### Hệ quả
Định lý này thường được dùng để tính tích phân xác định của một hàm mà nguyên hàm của nó đã biết. Cụ thể, nếu ƒ là một hàm thực, liên tục trên [a, b], và g là nguyên hàm của ƒ trên [a, b], thì
{\displaystyle \int _{a}^{b}f(x)\,dx=g(b)-g(a).}
Hệ quả đã giả thiết tính liên tục của ƒ trên toàn bộ đoạn [a, b]. Phần thứ hai của định lý phát biểu kết quả mạnh hơn hệ quả này.

## Phần thứ hai
Phần này thường được gọi là định lý Newton-Leibniz.
Cho f là một hàm số thực xác định trên đoạn [a, b] và tìm được nguyên hàm g của nó trên [a, b], nói cách khác, ƒ và g là các hàm số sao cho với mọi x thuộc [a, b],
{\displaystyle f(x)=g'(x).\ }
Nếu f khả tích trên [a, b] thì
{\displaystyle \int _{a}^{b}f(x)\,dx\,=g(b)-g(a).}
Phần thứ hai mạnh hơn hệ quả đã nêu là vì nó không cần giả thiết ƒ là hàm liên tục.
Từ phần thứ nhất của định lý, ta nhận thấy nguyên hàm của ƒ luôn tồn tại khi ƒ liên tục, mặc dù trong nhiều trường hợp, nguyên hàm đó không biểu diễn được thông qua các hàm số sơ cấp quen thuộc.